# Prorocopis latens
Prorocopis latens là một loài bướm đêm trong họ Noctuidae.